# Отишла је пријатељу
Отишла је пријатељу је први студијски албум Боже Николића издат 1998. године за Grand Production на аудио касети и компакт диску. Албум се снимио у студију Хит. Божа Николић је написао све песме на албуму сем друге.

## Списак песама
| №   | Назив               | Трајање |  |
| 1.  | Црквена звона       |         |  |
| 2.  | Бидаи               |         |  |
| 3.  | Ко те ноћас љуби    |         |  |
| 4.  | Еј кафано           |         |  |
| 5.  | Дидала              |         |  |
| 6.  | Шта тражи тај       |         |  |
| 7.  | Барбара             |         |  |
| 8.  | Отишла је пријатељи |         |  |
| 9.  | Сан                 |         |  |
| 10. | Ацаваба прала       |         |  |